# Dicliptera sumichrasti
Dicliptera sumichrasti är en akantusväxtart som beskrevs av Gustav Lindau. Dicliptera sumichrasti ingår i släktet Dicliptera och familjen akantusväxter. Inga underarter finns listade i Catalogue of Life.